# Кереев, Бакай
Бака́й Кереев (1931, аул № 17, Гурьевский район, Казахская АССР — 13 февраля 2001, Атырау, Казахстан) — дорожный мастер Гурьевской дистанции пути Западно-Казахстанской железной дороги, Гурьевская область, Казахская ССР. Герой Социалистического Труда (1986).

## Биография
Родился в 1931 году в крестьянской семье в ауле № 17 Гурьевского района (сегодня — Балыкшинский район). Окончил шесть классов местной сельской школы. Трудовую деятельность начал подростком в рыболовецком хозяйстве. В 1951—1954 годах служил в Советской Армии. После военной службы с 1954 года трудился в Ташкентской железнодорожной экспедиции и с 1955 года на Гурьевской дистанции Западно-Казахстанской железной дороги. С 1958 года — дистанционный рабочий. В 1962 году был назначен бригадиром.
С 1974 года бригада Бакая Кереева обслуживала 14-й околоток дистанционного пути станции Гурьев-1, состоявший из шести километров главных и десяти станционных путей, промывочно-пропарочной станции, нефтеперерабатывающего завода, нефтеналивной станции, четырёх охраняемых переездов и сорока стрелочных переводов. Его бригада также участвовала в реконструкции станции Гурьев-3.
Во время Одиннадцатой пятилетки (1981—1985) бригада Бакая Кереева неоднократно занимала передовые позиции в социалистическом соревновании. Указом Президиума Верховного Совета СССР от 3 июля 1986 года удостоен звания Героя Социалистического Труда за «выдающиеся успехи, достигнутые при выполнении заданий одиннадцатой пятилетки и социалистических обязательств по перевозкам народнохозяйственных грузов и пассажиров, и проявленную трудовую доблесть» с вручением ордена Ленина и золотой медали «Серп и Молот» (№ 20706).
В 1990 году назначен старшим дорожным мастером линейного района.
После выхода на пенсию проживал в Гурьеве (с 1991 года — Атырау). С июля 1990 года — персональный пенсионер союзного значения. Умер в феврале 2001 года.
Память
- Его именем названа улица в микрорайоне Сарал города Атырау
- Его имя внесено в Книгу почёта Западно-Казахстанской железной дороги (13.07.1987)

Награды
- Герой Социалистического Труда
- Орден Ленина
- Орден Трудового Красного Знамени (28.02.1974)
- Орден Октябрьской Революции (02.04.1981)
- Почётный железнодорожник (06.07.1978)